# Vandegraaffgenerator

Schema van de werking van een vandegraaffgenerator: 1) positief geladen hoofdbol; 2) en 7) kammen voor elektronenoverdracht; 3) en 6) rolcilinders; 4) en 5) transportband met lading; 8) negatief geladen secundaire bol; 9) overslagvonk.

Een vandegraaffgenerator of bandgenerator is een apparaat waarmee hoge elektrische spanningen opgewekt kunnen worden. Het apparaat is in het begin van de 20e eeuw ontworpen door de Amerikaanse natuurkundige Robert Van de Graaff. Naast de elektriseermachine en de teslatransformator is de vandegraaffgenerator in een eenvoudige uitvoering het meest gebruikte apparaat bij demonstraties en  experimenten in het onderwijs met hoogspanning. Metershoge uitvoeringen worden toegepast in deeltjesversnellers.
De generator bestaat voornamelijk uit een band van elektrisch isolerend materiaal die over twee, meestal verticaal ten opzichte van elkaar opgestelde, rollen loopt. De bovenste rol eindigt in een geïsoleerd opgestelde bol (of een ander hol geleidend voorwerp met afgeronde vormen). De band draait rond en transporteert elektrische lading van onder naar boven tot in de bol. Deze lading ontstaat door wrijving met de aandrijvende as of een ander geschikt isolerend materiaal (het zogenaamde tribo-elektrisch effect), of wordt door een metalen kam op de band gesproeid vanaf een hoogspanningsunit. De band fungeert daarbij als stroombron. Binnen de bol bij de bovenste rol wordt de lading van de band afgenomen via een metalen kam die met het binnenste van de bol verbonden is.

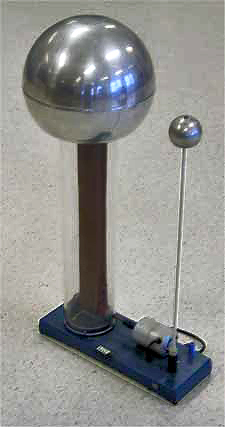
Vandegraaff-generator

Essentieel voor de werking van de vandegraaffgenerator is het verschijnsel dat binnen de bol geen elektrisch veld aanwezig is. Alle door de band aangevoerde lading verdwijnt door onderlinge afstoting direct zover mogelijk uit elkaar naar de buitenste rand van de bol, met als gevolg dat de spanning op de bol toeneemt. Een spanning van 5 miljoen volt is bij een goede constructie haalbaar.
Dat de spanning op de bol toch begrensd wordt, komt doordat bij een bepaalde spanning stroom door ionisatie van de lucht gaat weglekken. (De doorslagspanning van lucht is 3 miljoen volt per meter) Ook kan bij verdere verhoging van de spanning mogelijk overslag naar aarde plaatsvinden via in de omgeving opgestelde zaken. De grootte van de bol, de afstand ervan tot andere, geaarde voorwerpen, en de isolerende eigenschappen van het gas waarin de bol is opgesteld zijn hierbij de bepalende factoren. Indien deze worden vergroot, zal in gelijke mate de hoogst haalbare spanning ook worden vergroot.

## Details

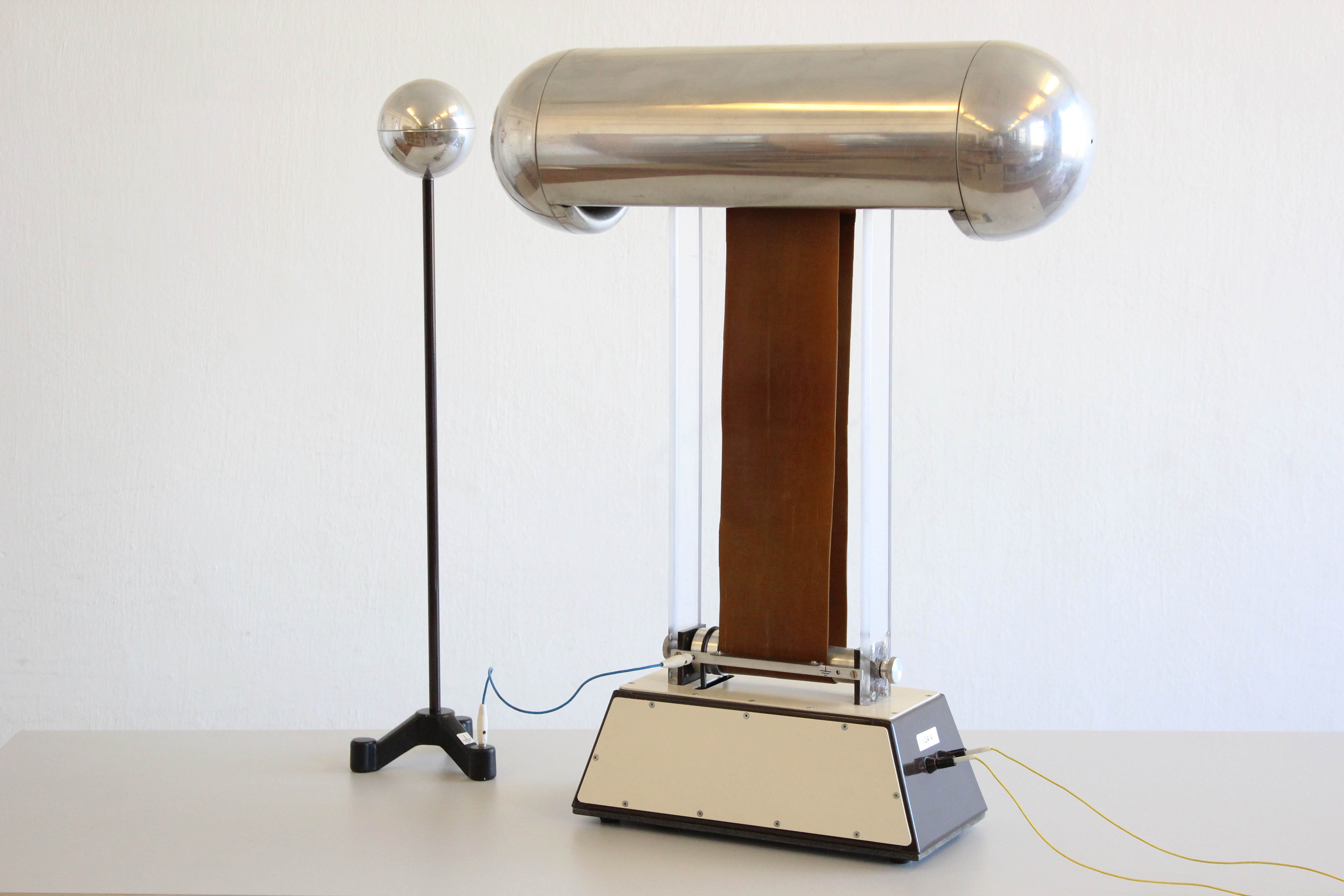
Vandegraaffgenerator demonstratiemodel
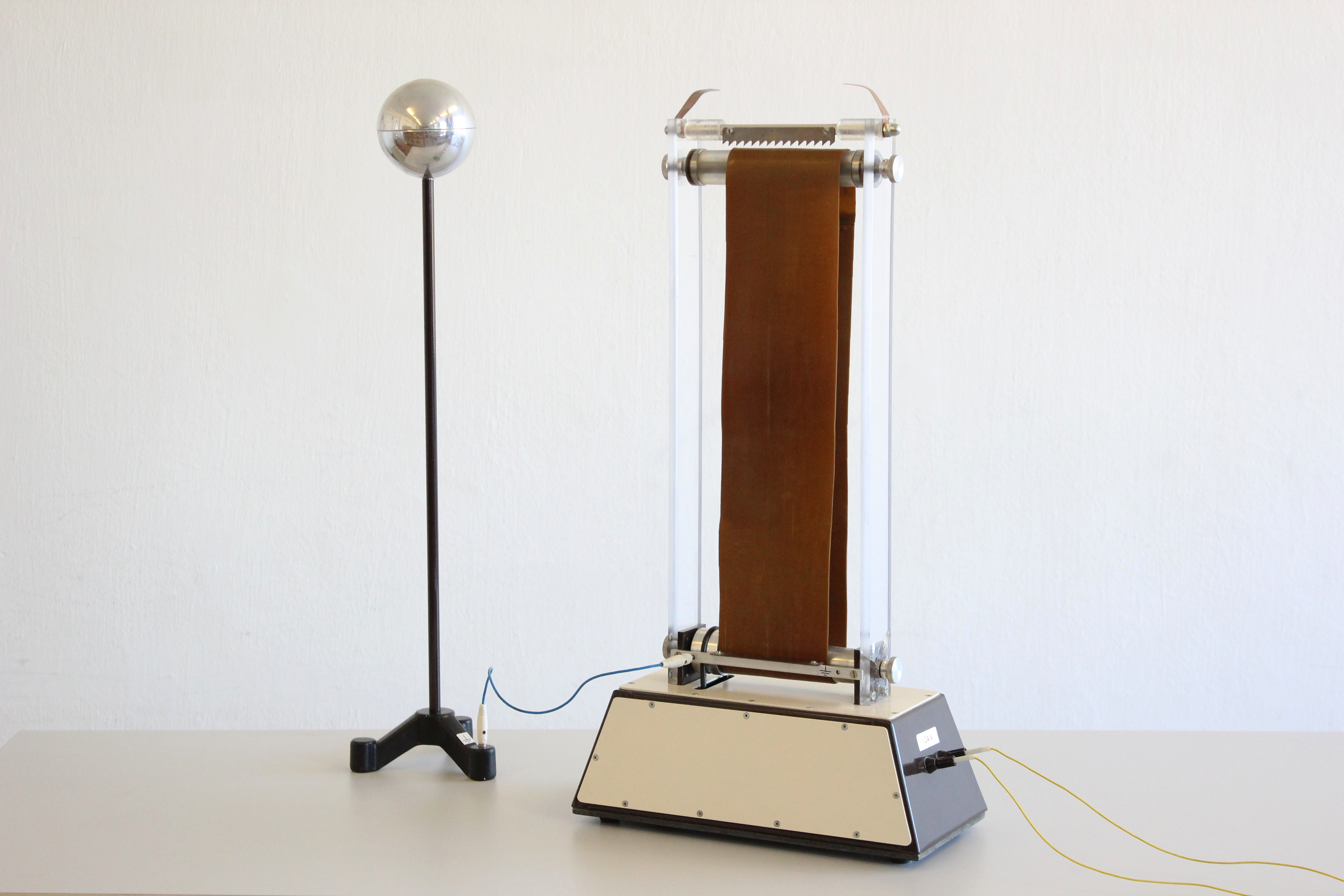
zonder "bol"
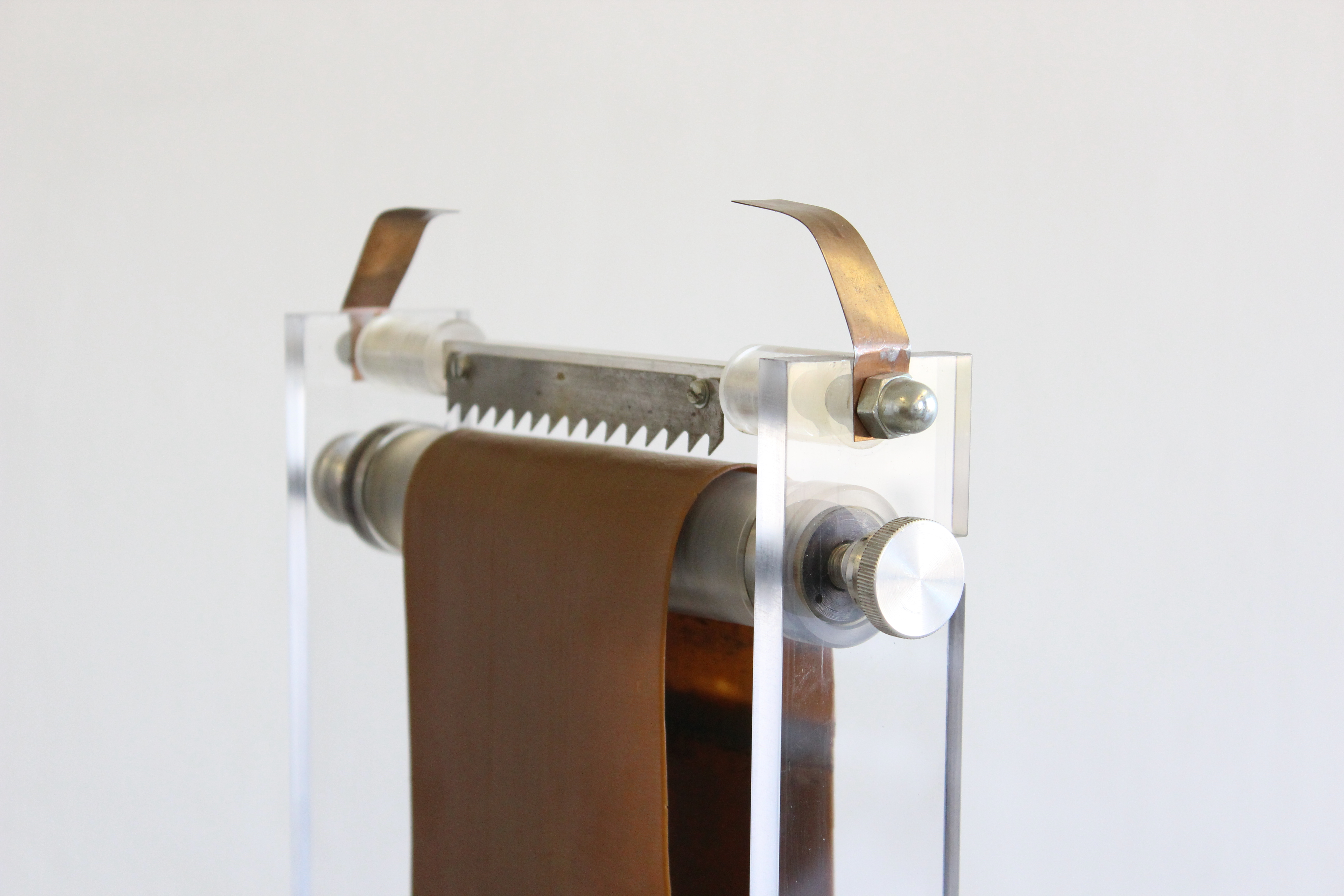
bovendse rol en afnamekam
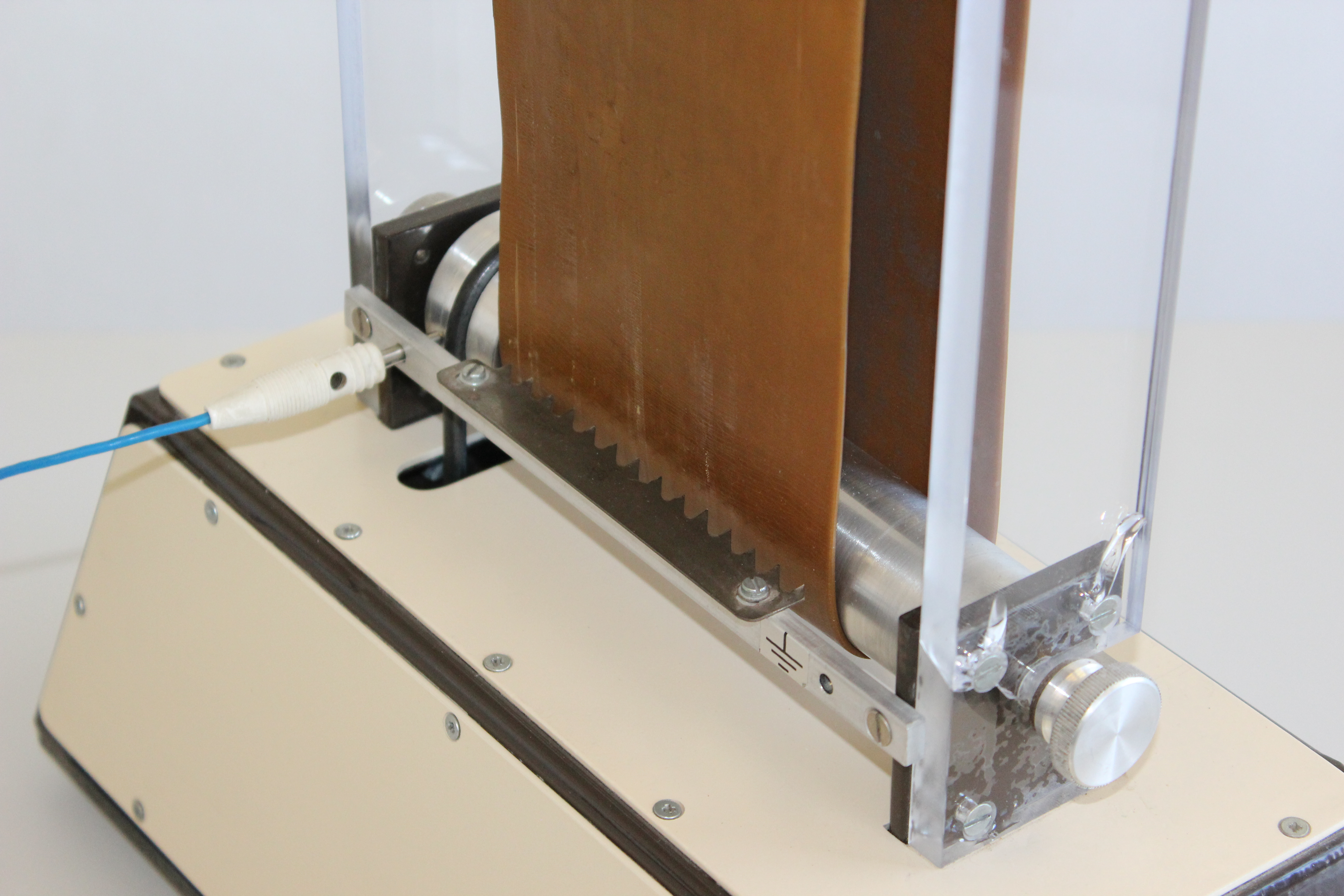
onderste metalen kam

De vandegraaffgenerator heeft onder meer goede diensten bewezen als onderdeel van deeltjesversnellers voor kernonderzoek en bij hoogspanningstesten voor materiaalonderzoek. Over de gehele wereld zijn er nog steeds honderden actief. Ook is de generator populair bij publieksvoorstellingen. Men kan in het elektrisch veld bijvoorbeeld een tl-buis spontaan laten oplichten. Zet men een persoon onder grote lading, dan zal het haar alle kanten uit gaan staan. (De elektrisch geladen haren gaan elkaar namelijk afstoten).
Dit type elektrostatische generator is relatief simpel in elkaar te zetten en is ongevaarlijk zolang de diameter van de bol onder ruwweg 50 cm blijft. Wel is het aan te bevelen elektronische apparatuur uit de buurt te houden, want door de hoge veldsterktes kunnen halfgeleiders, zoals transistoren, diodes en chips defect raken.